# Eucalyptus scoparia
Espèce
Classification phylogénétique
Statut de conservation UICN

 LC  : Préoccupation mineure
Répartition géographique
Eucalyptus scoparia, le gommier blanc de Wallangarra est une espèce de plantes à fleurs de la famille des Myrtaceae. C'est un arbre trouvé dans l'est de l'Australie.

## Description
C'est un arbre de taille petite à moyenne, à l'écorce lisse, blanche tachée de gris clair avec un revêtement pulvérulent. Les feuilles sont pétiolées, lancéolées, étroite de 15 cm de long sur 1 cm de large, concolores, d'un vert brillant, avec de nombreuses glandes sébacées. Les fleurs blanches apparaissent à la fin du printemps et au début de l'été.

## Répartition et habitat
La distribution est limitée aux plateaux élevés de la région de Wallangarra région du sud du Queensland et en Nouvelle-Galles du Sud. Un très petit groupe existe sur le mont Ferguson à l'ouest d'Amiens.
Les arbres poussent dans des fissures d'énormes affleurements de granit sur les sommets montagneux.

## Utilisation
L'arbre est largement planté comme arbre d'ornement dans le sud-est de l'Australie pour l'attractivité de son écorce fine blanche et son feuillage d'un vert brillant.